# Vinders
Vinders – polski zespół heavymetalowy, powstały w 1979 roku w I LO w Szczecinie.

## Historia
Początkowo grupa nazywała się Winder, zaś jej pierwszy skład tworzyli: Piotr Winnicki (gitara elektryczna, śpiew), Grzegorz Czarnecki (gitara, śpiew), Tomasz Tuziak (gitara basowa) i Dariusz Wieczorek (perkusja). W 1980 roku na basie grał Krzysztof Szmatłoch, a Czarneckiego zastąpił Janusz Klej – wokal i gitara, i w ten sposób ustala ostateczny skład zespołu, a nazwa zostaje zmieniona na Vinders. W tym składzie zespół grał koncerty w Szczecinie i nie tylko. Muzyka Vinders ewoluowała od stylów hard rock po heavy metal z riffami w stylu AC/DC, czy TSA. Była to jedna z pierwszych szczecińskich grup tworzących nowy w tym czasie nurt Muzyki Młodej Generacji. Zespół brał udział w takich imprezach, jak Rockorama w Szczecinie (1981), gdzie gwiazdą imprezy była amerykańska formacja The Space. W 1982 roku wziął udział w koncercie Night Rock Sesion, który odbywał się w ramach Open Rock Festivalu (Rotunda, Kraków). Vinders wraz z grupami SS, Kat i Bank, koncertował wystąpił podczas pierwszej imprezy masowej po ogłoszeniu stanu wojennego, a było to Rock Session. Impreza odbyła się w marcu 1982 roku w Szczecinie. Ponadto zespół koncertował razem z takimi wykonawcami, jak Cytrus, TNT, Easy Riders i Turbo. Jesienią 1983 roku Klej został skierowany do odbycia zasadniczej służby wojskowej, zaś Szmatłoch poddany leczeniu szpitalnemu, przez co Vinders zawiesza działalność.

## Czasy po Vinders
W 1985 roku Winnicki i Szmatłoch reaktywowali zespół z nowym perkusistą, Norbertem „Johnym” Różańskim, grupa przyjęła nazwę Klątwa Szatana (w skrócie Klątwa) i skłaniała się ku wykonywaniu muzyki blackmetalowej i deathmetalowej. Klątwa działała przez dwa lata –  w 1987 roku ze względu na narodziny syna, odchodzi Winnicki i formacja przestaje istnieć. Szmatłoch przez kilka lat gra w zespole Free Blues Band. Częściowym spadkobiercą grupy Vinders jest szczecińska formacja Heavy Water, która m.in. z inicjatywy Piotra Winnickiego zostaje powołana do życia w listopadzie 2003 roku. Heavy Water gra metal z elementami thrash metalu, gothic metalu i power metalu, lecz w jego muzyce słyszalne były też wpływy dawnej grupy Vinders. W skład zespołu wchodzili: Piotr Winnicki (gitara, śpiew), Karol Tejchman (gitara, śpiew), Zbigniew Sypniewski (gitara basowa, śpiew) i Marcin Ziółkowski (perkusja). W tym zespole stawiał swoje pierwsze kroki Maciej Podsiadło (śpiew), później wokalista zespołu Crusader. W 2009 roku dochodzi do reaktywacji formacji Vinders.

## Reaktywacja
Po 26 latach przerwy zespół reaktywował się, początkowo na jeden wspólny koncert z węgierską Omegą, SBB i TSA, który odbył się 18 września 2009 roku w szczecińskim amfiteatrze z okazji 40-lecia klubu Słowianin. Vinders od tego czasu sporo koncertowało, występowało w TVP3 Szczecin oraz nagrywało w Polskim Radiu Szczecin. Jednak po pewnym czasie dokonuje korekt i nagrywa ten sam materiał jeszcze raz, w nieco zmienionych aranżacjach. W roku 2010 zagrał między innymi wspólny koncert z byłym wokalistą Iron Maiden, Blazem Bayleyem. W latach 2011–2013 zespół grał wspólnie z gwiazdami ze Stanów Zjednoczonych (Hellstar i Vicious Rumors); Brazylii (Andralls), a także z wykonawcami polskimi, jak Turbo, Strachy na Lachy czy Akurat.

## Dyskografia

### Albumy
- Czarny Jeździec (2011)[3]